# 키트굼구

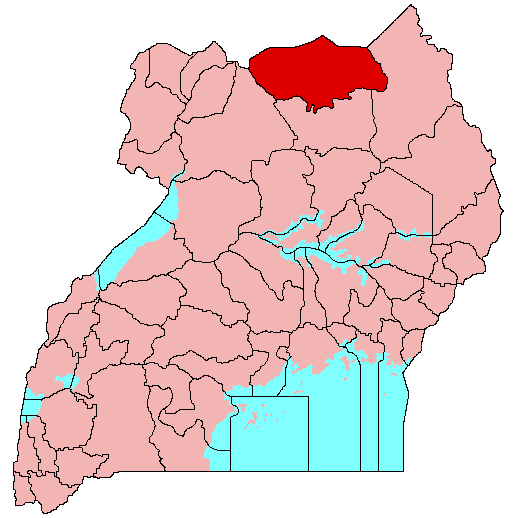
키트굼 구의 위치

키트굼구(Kitgum)는 우간다 북부에 위치한 구로, 행정 중심지는 키트굼이며 면적은 452km2, 인구는 167,030명(2002년 인구 조사 기준)이다.
행정 구역상으로는 북부 주에 속하며 동쪽으로는 카봉 구, 남동쪽으로는 코티도 구, 서쪽으로는 굴루 구, 남서쪽으로는 아무루 구, 남쪽으로는 파데르 구와 인접해 있고 북쪽으로는 남수단과 국경을 맞대고 있다. 2개 군(람워 군, 추아 군)을 관할한다.

## 같이 보기
- 아촐리족
- 신의 저항군
- 우간다의 행정 구역